# Gold Coast Highway

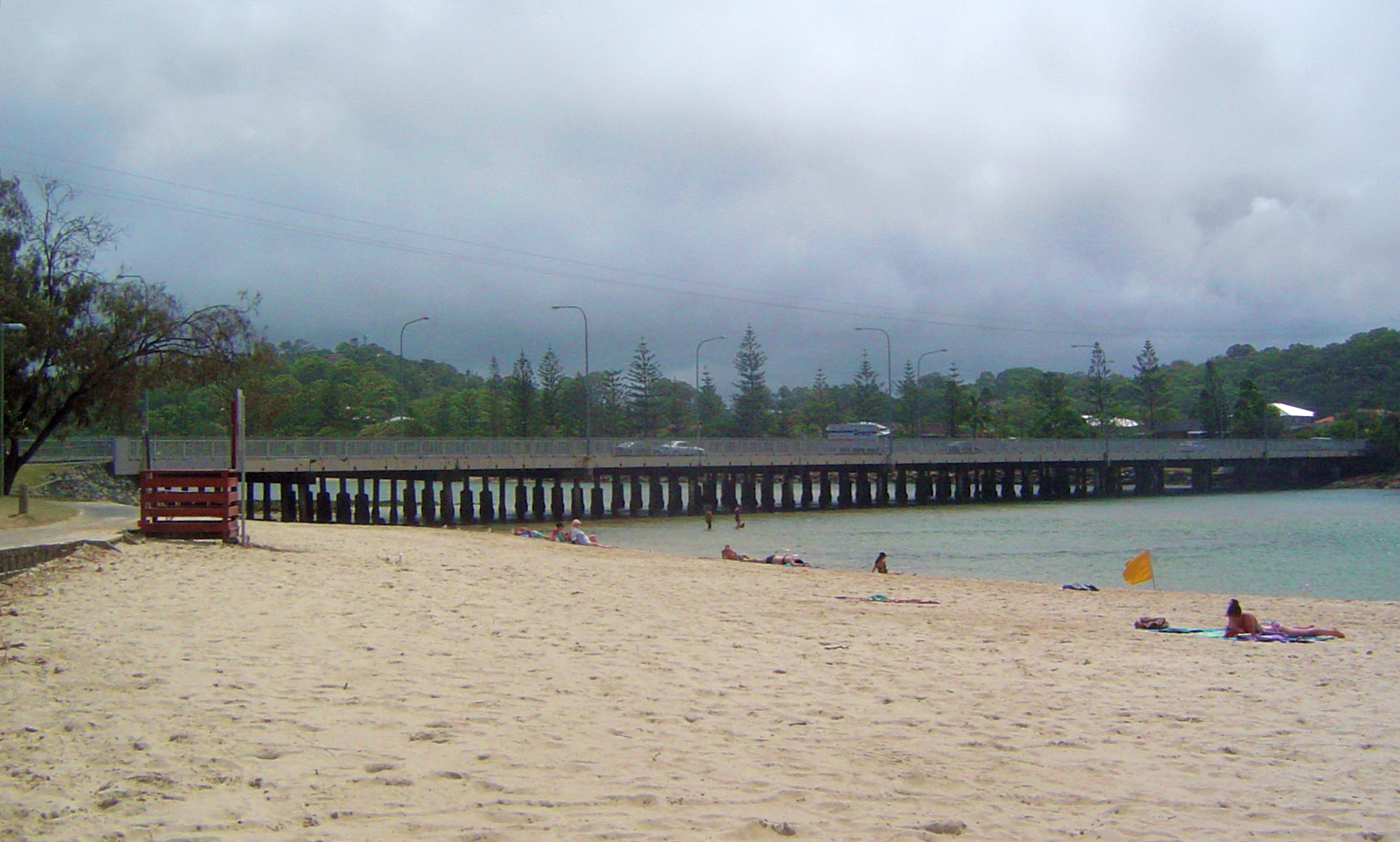
Brücke über den Tallebudgera Creek

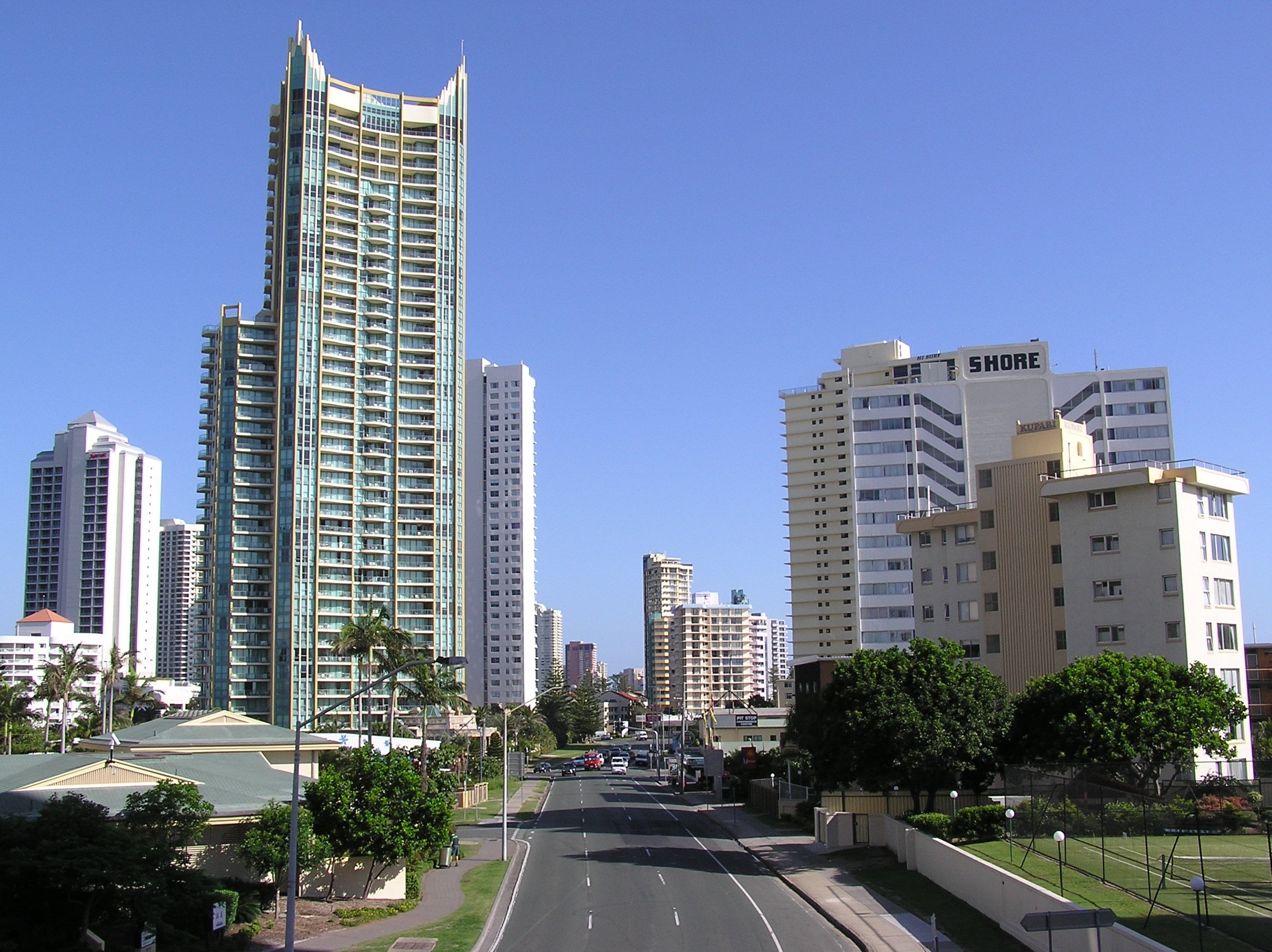
Sun City & Gold Coast Highway

Der Gold Coast Highway ist eine Fernstraße im äußersten Südosten des australischen Bundesstaates Queensland. Er verbindet die Städte und Ortschaften entlang der Gold Coast und ist im Norden bei Helensvale an den Pacific Motorway (M1) und im Süden an den Pacific Highway (R1) angeschlossen.
An ihm liegen dicht besiedelte Orte mit hoher Bebauung, wie Surfers Paradise, Main Beach und Broadbeach und solche mit niedriger Bebauung, wie Palm Beach und Bilinga. Einkaufszentren gibt es in Southport, ein historisches Hotel in Mermaid Beach, niedrige Wohnbebauung in Miami und Leichtindustrie in Arundel. Currumbin Creek und der Burleigh-Head-Nationalpark bieten herrliche Ausblicke auf die Küste.

## Geschichte
Diese Straße gehörte früher zum Pacific Highway. Damals lief der Warenverkehr zwischen Queensland und New South Wales entlang der Gold Coast. Heute verläuft der Pacific Highway auf der Strecke des Pacific Motorway ca. 8 km westlich der Küstenlinie.

## Ausbauzustand und Geschwindigkeitsbegrenzungen
Der Gold Coast Highway ist fast auf seiner gesamten Länge vierspurig ausgebaut. Lediglich bei ‘’Labrador’’ ist ein kurzes zweispuriges Stück und an einigen Stellen gibt es sechs Spuren (wovon meistens zwei Spuren für den öffentlichen Nahverkehr reserviert sind). Verkehrsunfälle sind meistens Auffahrunfälle an Ampelkreuzungen und Fußgängerüberwegen oder sind auf überhöhte Geschwindigkeit zurückzuführen. Bei Veranstaltungen ist der Highway bei Surfers Paradise oft verstopft, insbesondere beim Indy Racing Carnival, wenn er auf 2 Spuren reduziert wird.
Die Geschwindigkeit ist meistens auf 70 km/h begrenzt. In Palm Beach, Surfers Paradise und Labrador beträgt die Geschwindigkeitsbegrenzung 60 km/h, in Burleigh Heads 50 km/h und nördlich des Captain Cook Drive in Arundel 80 km/h.

## Geplanter Ausbau
- Labrador: Zwischen der Government Road und der North Street entlang des Streckenabschnitts, der größtenteils Frank Street heißt: Der Highway soll innerhalb mehrerer Jahre von zwei auf vier Spuren verbreitert werden. 2007 wurde eine vierspurige Brücke über den Loders Creek fertiggestellt und in der Robert Street haben erst Arbeiten begonnen. Ziel ist eine durchgängig vierspurige Straße wie in Surfers Paradise mit schmalem Mittelstreifen Busspuren im Bereich der Ampeln.[1]
- Broadbeach bis Miami: Busspuren, Fußgängerüberwege zu Bushaltestellen, Wendemöglichkeiten, Ampeln, Verkehrsschilder, Beleuchtung und ein Mittelstreifen sollen ergänzt werden. Der erste Bauabschnitt (Alexandra Avenue bis Hilda Street) wurde Mitte September 2008 fertiggestellt. Der zweite Bauabschnitt (Hilda Street bis Chairlift Avenue) war größtenteils im Juli 2009 fertig. Einige Arbeiten müssen noch ausgeführt werden.[2]
- Tugun: Der schlimmste Flaschenhals in Tugun, wo der Gold Coast Highway 8 km nördlich von Coolangatta an den Pacific Highway angeschlossen ist, wurde im Juni 2008 mit der Eröffnung des Tugun Bypass beseitigt. Weitere Verbesserungen an dieser Stelle sind geplant.

## Öffentlicher Nahverkehr
Seit 17. Dezember 2007 fährt zwischen Southport und Burleigh Heads am Tag alle fünf Minuten ein Bus und zwischen Southport und Tweed Heads (NSW) rund um die Uhr jede halbe Stunde. Die Buslinien werden von Surfside Buslines für TransLink betrieben. Streckenweise gibt es bereits eigene Busspuren auf dem Highway, die zu einer durchgehenden Strecke ausgebaut werden sollen. Das Schnellbahnsystem Gold Coast Rapid Trans System wird seit Anfang 2011 gebaut. Mehr als die Hälfte aller Strecken, die mit dem öffentlichen Nahverkehr an der Gold Coast zurückgelegt werden, laufen entlang des Highway.